# Бабула, Властимил
Властимил Бабула (чеш. Vlastimil Babula; род. 2 октября 1973, Угерски-Брод) — чешский шахматист, гроссмейстер (1997).
Чемпион Чехии 1993 и 2008 гг. Серебряный призёр чемпионатов Чехии 2007 и 2013 гг. Бронзовый призёр чемпионатов Чехии 1994, 2005, 2012 и 2015 гг.
Чемпион Чехии по рапиду 2001 и 2010 гг. Серебряный призёр чемпионатов Чехии по рапиду 2006, 2007 и 2009 гг. Бронзовый призёр чемпионатов Чехии по рапиду 2000, 2008 и 2014 гг.
Серебряный призёр чемпионатов Чехии по блицу 2013 и 2018 гг. Бронзовый призёр чемпионатов Чехии по блицу 2014, 2015 и 2017 гг.
В составе сборной Чехии участник одиннадцати шахматных олимпиад (1994—2014 гг.) и восьми командных чемпионатов Европы (1999, 2003—2015 гг.).
Серебряный призёр юниорского чемпионата мира 1995 г.

## Спортивные результаты
| Год  | Город          | Соревнование                                               | + | − | = | Результат | Место |
| ---- | -------------- | ---------------------------------------------------------- | - | - | - | --------- | ----- |
| 1994 | Москва         | 31-я олимпиада (сборная Чехии, ?-я доска)                  | 3 | 3 | 2 | 4 из 8    |       |
| 1996 | Ереван         | 32-я олимпиада (сборная Чехии, ?-я доска)                  | 2 | 2 | 6 | 5 из 10   |       |
| 1998 | Элиста         | 33-я олимпиада (сборная Чехии, ?-я доска)                  | 6 | 2 | 3 | 7½ из 11  |       |
| 1999 | Прага          | Международный турнир                                       | 1 | 1 | 4 | 3 из 6    | 2—3   |
|      | Батуми         | 12-й командный чемпионат Европы (сборная Чехии, ?-я доска) | 2 | 2 | 5 | 4½ из 9   |       |
| 2000 | Стамбул        | 34-я олимпиада (сборная Чехии, ?-я доска)                  | 5 | 3 | 3 | 6½ из 11  |       |
| 2002 | Блед           | 35-я олимпиада (сборная Чехии, ?-я доска)                  | 1 | 2 | 8 | 5 из 11   |       |
| 2003 | Пловдив        | 14-й командный чемпионат Европы (сборная Чехии, ?-я доска) | 5 | 1 | 2 | 6 из 8    |       |
| 2004 | Кальвия        | 36-я олимпиада (сборная Чехии, ?-я доска)                  | 1 | 2 | 7 | 4½ из 10  |       |
| 2005 | Гётеборг       | 15-й командный чемпионат Европы (сборная Чехии, ?-я доска) | 2 | 3 | 2 | 3 из 7    |       |
| 2006 | Турин          | 37-я олимпиада (сборная Чехии, ?-я доска)                  | 1 | 2 | 6 | 4 из 9    |       |
| 2007 | Ираклион       | 16-й командный чемпионат Европы (сборная Чехии, ?-я доска) | 2 | 2 | 3 | 3½ из 7   |       |
| 2008 | Дрезден        | 38-я олимпиада (сборная Чехии, ?-я доска)                  | 3 | 2 | 4 | 5 из 9    |       |
| 2009 | Нови-Сад       | 17-й командный чемпионат Европы (сборная Чехии, ?-я доска) | 1 | 2 | 3 | 2½ из 6   |       |
| 2010 | Ханты-Мансийск | 37-я олимпиада (сборная Чехии, ?-я доска)                  | 5 | 0 | 4 | 7 из 9    |       |
| 2011 | Порто Каррас   | 18-й командный чемпионат Европы (сборная Чехии, ?-я доска) | 0 | 0 | 3 | 1½ из 3   |       |
| 2012 | Стамбул        | 40-я олимпиада (сборная Чехии, ?-я доска)                  | 1 | 2 | 5 | 3½ из 8   |       |
| 2013 | Варшава        | 19-й командный чемпионат Европы (сборная Чехии, ?-я доска) | 3 | 1 | 3 | 4½ из 7   |       |
| 2014 | Тромсё         | 41-я олимпиада (сборная Чехии, ?-я доска)                  | 2 | 1 | 6 | 5 из 9    |       |
| 2015 | Рейкьявик      | 20-й командный чемпионат Европы (сборная Чехии, ?-я доска) | 2 | 1 | 3 | 3½ из 6   |       |

## Изменения рейтинга
| Графики недоступны из-за технических проблем. См. информацию на Фабрикаторе и на mediawiki.org. |